# Epiplema pallidistriata
Epiplema pallidistriata är en fjärilsart som beskrevs av W. Warren 1899. Epiplema pallidistriata ingår i släktet Epiplema och familjen Uraniidae. Inga underarter finns listade i Catalogue of Life.